# Monterosso Calabro
Monterosso Calabro est une commune de la province de Vibo Valentia dans la région Calabre en Italie.

## Administration
| Période                                  | Période  | Identité       | Étiquette | Qualité |
| ---------------------------------------- | -------- | -------------- | --------- | ------- |
| 30 mars 2010                             | En cours | Ercole Massara |           |         |
| Les données manquantes sont à compléter. |          |                |           |         |

### Communes limitrophes
Capistrano, Maierato, Polia